# Leslie Gutches
Leslie Gutches (* 23. Februar 1973 in Medford, Oregon) ist ein ehemaliger US-amerikanischer Ringer und Weltmeister 1997 im freien Stil im Mittelgewicht.

## Werdegang
Les Gutches, aus einer Familie stammend, in der Ringen schon traditionell seit mehreren Generationen betrieben wurde, begann 1985 als Kind mit dem Ringen. Später rang er für das Oregon State Beavers Wrestling Team und, nachdem er 1993 ein Studium an der Oregon State University aufgenommen hatte, er studierte Wirtschaftswissenschaften und Germanistik, rang er für das Universitäts-Team, wechselte aber später zum berühmtesten US-amerikanischen Ringerclub, den „Sunkist Kids“ in Phönix, Arizona, wo Ive Wells sein Trainer war. Erstmals auf sich aufmerksam machte Gutches 1989, als er US-amerikanischer Juniorenmeister im Mittelgewicht im griechisch-römischen Stil wurde und im gleichen Jahr bei der Junioren-Weltmeisterschaft für Cadets (Jugendliche bis 18 Jahre) Vizeweltmeister wurde.
Den ersten großen Erfolg bei den Senioren bei internationalen Meisterschaften feierte Gutches 1993 bei den Panamerikanischen Meisterschaften im freien Stil, zu dem er gewechselt war, im Mittelgewicht vor dem starken Kubaner Elise Guzman. Von 1993 bis 1996 gelangen Gutches auch im Universitäts-Ringen auf gesamt-amerikanischer Ebene große Erfolge. So wurde er 1995 und 1996 NCAA-Division I Collegiate Champion (US-amerik. Studentenmeister) im freien Stil im Mittelgewicht.
1996 vertrat er die USA bei den Olympischen Spielen in Atlanta, nachdem er erstmals USA-Meister geworden war. Als relativ unerfahrener Ringer gelang es ihm aber noch nicht, sich gegen die starken Ringer aus den ehemaligen Ostblockstaaten und aus Asien zu behaupten. 1997 wurde er erneut USA-Meister und bereitete sich in einem periodisierten und ganz auf die Weltmeisterschaften in Krasnojarsk abgestimmten Training auf diese Meisterschaften vor. Der Erfolg sollte ihm recht geben, denn er wurde Weltmeister und besiegte dabei auch den Olympiasieger von 1996 Chadschimurad Magomedow aus Russland.
1998 besiegte er bei den „Goodwill“-Games in New York City, die für ihn in diesem Jahr Priorität hatten, erneut Chadschimurad Magomedow und belegte den 1. Platz. Bei der Weltmeisterschaft dieses Jahres in Teheran war er dagegen in keiner guten Form und musste sich mit dem 7. Platz begnügen.
Im Jahr 1999 gewann er zunächst ein äußerst stark besetztes Turnier in Spokane/USA und erkämpfte sich auch die Goldmedaille bei den Panamerikanischen Spielen in Winnipeg im Mittelgewicht. Bei der Weltmeisterschaft dieses Jahres gewann er dann noch einmal eine Bronzemedaille.
Für die Olympischen Spiele 2000 in Sydney konnte sich Les Gutches bei den sog. Trials gegen seinen Rivalen Charles Burton nicht durchsetzen und sich damit nicht mehr qualifizieren. Er beendete seine Laufbahn als aktiver Ringer. Er nahm sogar sein Studium an der Oregon State University wieder auf und graduierte sich in Germanistik zum „Bachelor“ und in Wirtschaftswissenschaften zum „Master“. Er ist aber seit 1996 auch als Trainer für Ringen an der Oregon State University tätig. Er lebt mit seiner Familie in Corvallis, Oregon.

## Internationale Erfolge
(OS = Olympische Spiele, WM = Weltmeisterschaft, F = freier Stil, GR = griechisch-römischer Stil, Mi = Mittelgewicht, bis 1982 bis 82 kg, ab 1997 bis 85 kg Körpergewicht (KG))
| Jahr | Platz | Wettbewerb                                     | Stil | Gewichtsklasse | |
| 1989 | 2.    | Junioren-WM (Cadets) in Warrensburg/USA        | GR   | bis 83 kg KG   | hinter Nandor Gelenesi, Ungarn und vor Ibrahim Demirtürkoglu, Türkei |
| 1990 | 7.    | Junioren-WM (Juniors) in Istanbul              | F    | bis 81 kg KG   | Sieger: Kalojan Baew, Bulgarien vor Attila Nagy, Ungarn und Eldari Luka Kurtanidse, UdSSR                                                                                                 |
| 1993 | 1.    | Panamerikanische Meisterschaft                 | F    | Mittel         | vor Elise Guzman, Kuba, Jose Betancourt Rosario, Puerto Rico und Kally Maillot, Kanada |
| 1993 | 3.    | Junioren-WM (Espoirs) in Athen                 | F    | Mittel         | hinter Eldar Assanow, Ukraine und Magomed Kurugliew, Kasachstan und vor Roschtschislaw Aizenberg, Israel und Osman Albayrak, Türkei                                                       |
| 1994 | 3.    | Panamerikanische Meisterschaft in Mexiko-Stadt | F    | Mittel         | hinter Wilson Ariel Ramos, Kuba und Felix Villalobo Isosola, Peru und vor Jose Betancourt Rosario und Kevin Coghill, Kanada                                                               |
| 1996 | 7.    | OS in Atlanta                                  | F    | Mittel         | hinter Chadschimurad Magomedow, Russland, Yang Hyun-mo, Südkorea, Amir Reza Khadem, Iran, Sebahattin Öztürk, Türkei, Mogamed Ibragimov, Aserbaidschan und Elmadi Dschabrailow, Kasachstan |
| 1997 | 1.    | WM in Krasnojarsk                              | F    | Mittel         | vor Eldar Assanow, Ukraine, Alireza Heidari, Iran, Chadschimurad Magomedow und Yoel Romero Palacio, Kuba                                                                                  |
| 1998 | 3.    | World Cup in Stillwater/USA                    | F    | Mittel         | hinter Yoel Romero Palacio und Aleksei Krupnjakow, Kirgisistan und vor Alireza Heidari, André Backhaus, BRD und Tatsuo Kawaii, Japan                                                      |
| 1998 | 1.    | „Goodwill“-Games in New York City              | F    | Mittel         | vor Chadschimurad Magomedow, Ali Özden Türkei und Abbas Majidi, Iran |
| 1998 | 7.    | WM in Teheran                                  | F    | Mittel         | hinter Alireza Heidari, Magomed Ibragimow, Yoel Romero, Kadschimurad Magomedow, Magomed Kuruglijew und M. Stanilsawski, Polen                                                             |
| 1999 | 1.    | World Cup in Spokane/USA                       | F    | Mittel         | vor Yoel Romero Palacio, Feridon Ghanbaripisar, Iran, Hans Gstöttner und André Backhaus, bde. BRD und Justin Abdou, Kanada                                                                |
| 1999 | 1.    | Panamerikanische Spiele in Winnipeg            | F    | Mittel         | vor Gary Holmes, Kanada, Yoel Romero Palacio und Felix Villalobo Isasola |
| 1999 | 3.    | WM in Ankara                                   | F    | Mittel         | hinter Yoel Romero Palacio und Chadschimurad Magomedow und vor Ali Özden, Tatsuo Kawaii und Rassul Katinowassow, Usbekistan                                                               |
| 2000 | 2.    | World Cup in Fairfax/USA                       | F    | Mittel         | hinter Yoel Romero Palacio und vor Mehdi Saradschilow, Iran, Saschid Saschidow, Russland und Taras Danko, Ukraine                                                                         |

## USA-Meisterschaften
Les Gutches wurde 1996 und 1997 USA-Meister im freien Stil im Mittelgewicht.